# Scopula pulverulentaria
Scopula pulverulentaria là một loài bướm đêm trong họ Geometridae.